# Grace Williams (attrice)
Grace Williams (New York, 10 ottobre 1894 – New York, 4 gennaio 1987) è stata un'attrice statunitense teatrale e cinematografica che lavorò nel cinema all'epoca del muto.
Esordì nel 1914 in un cortometraggio prodotto dalla Edison, la casa di produzione che aveva la sua sede a New York, la città di Grace Williams. Nella sua carriera, interpretò una quindicina di pellicole, ritirandosi dallo schermo nel 1917.

## Filmografia
- The Flirt, regia di Charles Ransom - cortometraggio (1914)
- On Dangerous Paths, regia di John H. Collins - mediometraggio (1915)
- The Broken Word, regia di Frank McGlynn Sr. - cortometraggio (1915)
- Waifs of the Sea, regia di Frank McGlynn Sr. - cortometraggio  (1915)
- The Truth About Helen, regia di Frank McGlynn Sr. (1915)
- His Wife's Sweetheart, regia di Will Louis - cortometraggio (1915)
- Her Inspiration, regia di Frank McGlynn Sr. - cortometraggio (1915)
- Faith and Fortune, regia di Frank McGlynn Sr. - cortometraggio (1915)
- The Coward's Code, regia di Frank McGlynn Sr. - cortometraggio (1916)
- The Cossack Whip, regia di John H. Collins (1916)
- The Last Sentence, regia di Ben Turbett (1917)
- The Master Passion, regia di Richard Ridgely (1917)
- Sloth, regia di Theodore Marston (1917)
- The Strong Way, regia di George Kelson (1917)
- The Seven Deadly Sins, regia di Theodore Marston e Richard Ridgely (1917)